# Kanurennsport-Europameisterschaften 2005
Die Kanurennsport-Europameisterschaften 2005 fanden in Posen in Polen statt. Es waren die 17. Europameisterschaften, Ausrichter war der Europäische Kanuverband ECA.

## Ergebnisse
Insgesamt wurden Wettbewerbe in 27 Kategorien ausgetragen, davon  9 für Frauen.

### Herren

#### Kanadier
| Disziplin | Disziplin | Gold                                                                 | Leistung     | Silber                                                                       | Leistung     | Bronze                                                             | Leistung     |
| --------- | --------- | -------------------------------------------------------------------- | ------------ | ---------------------------------------------------------------------------- | ------------ | ------------------------------------------------------------------ | ------------ |
| C1        | 200 m     | Maxim Opalew                                                         | 40,164 s     | Valentyn Demyanenko                                                          | 40.266 s     | Paweł Baraszkiewicz                                                | 40,968 s     |
| C1        | 500 m     | Maxim Opalew                                                         | 1:48,450 min | Paweł Baraszkiewicz                                                          | 1:48,480 min | Andreas Dittmer                                                    | 1:48,564 min |
| C1        | 1000 m    | Andreas Dittmer                                                      | 3:49,686 min | Maxim Opalew                                                                 | 3:52,218 min | Aliaksandr Zhukouski                                               | 3:54,906 min |
| C2        | 200 m     | DeutschlandTomasz Wylenzek Christian Gille                           | 37,619 s     | RusslandNikolai Lipkin Jewgeni Ignatow                                       | 37,757 s     | UngarnGergely Kovács Attila Bozsik                                 | 37,901 s     |
| C2        | 500 m     | DeutschlandTomasz Wylenzek Christian Gille                           | 1:41,667 min | PolenMichał Śliwiński Łukasz Woszczyński                                     | 1:42,267 min | RusslandAlexander Kostoglod Alexander Kowaljow                     | 1:43,173 min |
| C2        | 1000 m    | DeutschlandTomasz Wylenzek Christian Gille                           | 3:31,336 s   | UngarnGyörgy Kolonics György Kozmann                                         | 3:33,676 min | PolenPaweł Skowroński Roman Rynkiewicz                             | 3:34,030 min |
| C4        | 200 m     | TschechienPetr Procházka Petr Fuksa Petr Netušil Jan Břečka          | 34,680 s     | RusslandAlexander Kowaljow Alexander Kostoglod Roman Krugljakow Maxim Opalew | 34,874 s     | DeutschlandThomas Lück Robert Nuck Stefan Holtz Stephan Breuing    | 34,988 s     |
| C4        | 500 m     | RumänienSilviu Simioncencu Loredan Popa Florin Popescu Iosif Chirilă | 1:33,057 min | PolenAdam Ginter Michał Gajownik Andrzej Jezierski Roman Rynkiewicz          | 1:33,897 min | DeutschlandThomas Lück Robert Nuck Stefan Holtz Stephan Breuing    | 1:34,899 min |
| C4        | 1000 m    | DeutschlandThomas Lück Robert Nuck Stefan Holtz Stephan Breuing      | 3:17,096 min | PolenWojciech Tyszyński Andrzej Jezierski Arkadiusz Tonski Michał Gajownik   | 3:17,714 min | RumänienConstantin Popa Petre Condrat Florin Mironcic Loredan Popa | 3:17,972 min |

#### Kajak
| Disziplin | Disziplin  | Gold                                                                          | Leistung     | Silber                                                            | Leistung     | Bronze                                                            | Leistung     |
| --------- | ---------- | ----------------------------------------------------------------------------- | ------------ | ----------------------------------------------------------------- | ------------ | ----------------------------------------------------------------- | ------------ |
| K1        | 200 Meter  | Carlos Pérez                                                                  | 36,098 s     | Gergely Boros                                                     | 36,374 s     | Kimmo Latvamaki                                                   | 36,470 s     |
| K1        | 500 Meter  | Ákos Vereckei                                                                 | 1:38,493 min | Lutz Altepost                                                     | 1:39,123 min | Stjepan Janić                                                     | 1:39,333 min |
| K1        | 1000 Meter | Eirik Verås Larsen                                                            | 3:37,274 min | Zoltán Benkő                                                      | 3:28,426 min | Emanuel Silva                                                     | 3:29,674 min |
| K2        | 200 Meter  | PolenAdam Wysocki Marek Twardowski                                            | 32,974 s     | DeutschlandTim Wieskötter Ronald Rauhe                            | 33,016 s     | Serbien und MontenegroDragan Zorić Ognjen Filipović               | 33,304 s     |
| K2        | 500 Meter  | DeutschlandTim Wieskötter Ronald Rauhe                                        | 1:28,860 min | PolenMarek Twardowski Adam Wysocki                                | 1:29,268 min | UngarnGábor Kucsera Zoltán Kammerer                               | 1:30,312 min |
| K2        | 1000 Meter | RumänienIonuţ Anghel Marian Sevici                                            | 3:12,417 min | UngarnRoland Kökény Gábor Kucsera                                 | 3:13,515 min | DeutschlandMarco Herszel Andreas Ihle                             | 3:14,379 min |
| K4        | 200 Meter  | UngarnGergely Gyertyános Balázs Babella István Beé Viktor Kadler              | 30,673 s     | TschechienFilip Šváb Pavel Holubar Svatopluk Batka Jan Štěrba     | 30,907 s     | DeutschlandBjörn Bach Jonas Ems Norman Bröckl Björn Goldschmidt   | 31,051 s     |
| K4        | 500 Meter  | BelarusWadsim Machneu Aljaksej Abalmassau Dziamyan Turchyn Raman Petruschenka | 1:21,315 min | SlowakeiMichal Riszdorfer Juraj Tarr Andrej Wiebauer Róbert Erban | 1:21,597 min | RumänienMarian Băban Vasile Stefan Alin Anton Florean Mada        | 1:22,353 min |
| K4        | 1000 Meter | SlowakeiMichal Riszdorfer Róbert Erban Erik Vlček Richard Riszdorfer          | 2:49,875 min | RumänienFlorean Mada Alin Anton Marian Băban Vasile Stefan        | 2:51,015 min | PolenMarek Twardowski Adam Wysocki Tomasz Mendelski Paweł Baumann | 2:52,035 min |

### Frauen

#### Kajak
| Disziplin | Disziplin  | Gold                                                                                | Leistung      | Silber                                                                  | Leistung     | Bronze                                                                                        | Leistung     |
| --------- | ---------- | ----------------------------------------------------------------------------------- | ------------- | ----------------------------------------------------------------------- | ------------ | --------------------------------------------------------------------------------------------- | ------------ |
| K1        | 200 Meter  | Szilvia Szabó                                                                       | 41,892 s      | Conny Waßmuth                                                           | 42,228 s     | Jenni Honkanen                                                                                | 42,360 s     |
| K1        | 500 Meter  | Nicole Reinhardt                                                                    | 1:51,946 min  | Erzsébet Viski                                                          | 1:52,138 min | Karolina Głażewska                                                                            | 1:52,486 min |
| K1        | 1000 Meter | Katrin Wagner-Augustin                                                              | 3:58,646 min  | Sofia Paldanius                                                         | 3:59,336 min | Michaela Strnadová                                                                            | 3:59,858 min |
| K2        | 200 Meter  | UngarnNataša Janić Katalin Kovács                                                   | 37,392 s      | SlowakeiMartina Kohlová Ivana Kmeťová                                   | 38,239 s     | DeutschlandFanny Fischer Birgit Fischer                                                       | 38,388 s     |
| K2        | 500 Meter  | UngarnNataša Janić Katalin Kovács                                                   | 1:41,9597 min | DeutschlandMaike Nollen Nadine Opgen-Rhein                              | 1:44,275 min | FrankreichMarie Delattre Anne-Laure Viard                                                     | 1:44,515 min |
| K2        | 1000 Meter | UngarnNataša Janić Katalin Kovács                                                   | 3:36,171 min  | DänemarkMette Barfod Anne Lolk Thomsen                                  | 3:37,131 min | DeutschlandMaike Nollen Nadine Opgen-Rhein                                                    | 3:37,305 min |
| K4        | 200 Meter  | DeutschlandJudith Hörmann Nicole Reinhardt Carolin Leonhardt Katrin Wagner-Augustin | 34,987 s      | UngarnKrisztina Fazekas Tímea Paksy Melinda Patyi Erzsébet Viski        | 35,113 s     | SchwedenAnna Karlsson Josefin Nordlöw Sofia Paldanius Karin Johansson                         | 35,165 s     |
| K4        | 500 Meter  | DeutschlandJudith Hörmann Conny Waßmuth Carolin Leonhardt Katrin Wagner-Augustin    | 1:33,350 min  | UngarnTímea Paksy Dalma Benedek Szilvia Szabó Kinga Bóta                | 1:34,292 min | PolenBeata Mikołajczyk Małgorzata Chojnaczka Aneta Pastuszka-Konieczna Małgorzata Czajczyńska | 1:34,730 min |
| K4        | 1000 Meter | PolenBeata Mikołajczyk Iwona Pyżalska Aneta Białkowska Edyta Dzieniszewska          | 3:15,129 min  | DeutschlandMaren Knebel Birgit Fischer Judith Hörmann Carolin Leonhardt | 3:15,717 min | RumänienFlorica Vulpeş Lidia Talpă Mariana Ciobanu Alina Platon                               | 3:17,313 min |

## Medaillenspiegel
| Platz  | Land                   | Gold | Silber | Bronze | Gesamt |
| ------ | ---------------------- | ---- | ------ | ------ | ------ |
| 1      | Deutschland            | 10   | 5      | 7      | 22     |
| 2      | Ungarn                 | 6    | 7      | 2      | 15     |
| 3      | Polen                  | 2    | 5      | 5      | 12     |
| 4      | Russland               | 2    | 3      | 1      | 6      |
| 5      | Rumänien               | 2    | 1      | 3      | 6      |
| 6      | Slowakei               | 1    | 2      | 0      | 3      |
| 7      | Tschechien             | 1    | 1      | 1      | 3      |
| 8      | Belarus                | 1    | 0      | 1      | 2      |
| 9      | Norwegen               | 1    | 0      | 0      | 2      |
| 9      | Spanien                | 1    | 0      | 0      | 1      |
| 11     | Schweden               | 0    | 1      | 1      | 2      |
| 12     | Ukraine                | 0    | 1      | 0      | 1      |
| 12     | Dänemark               | 0    | 1      | 0      | 1      |
| 14     | Finnland               | 0    | 0      | 2      | 2      |
| 15     | Kroatien               | 0    | 0      | 1      | 1      |
| 15     | Frankreich             | 0    | 0      | 1      | 1      |
| 15     | Portugal               | 0    | 0      | 1      | 1      |
| 15     | Serbien und Montenegro | 0    | 0      | 1      | 1      |
| Gesamt |                        | 27   | 27     | 27     | 81     |